# Corey Brewer
Corey Wayne Brewer (ur. 5 marca 1986 w Portland) – amerykański koszykarz występujący na pozycjach rzucającego obrońcy oraz niskiego skrzydłowego, mistrz NBA z 2011.
W szkole średniej Amerykanin grał w swoim rodzinnym mieście dla drużyny Portland High School. W 2004 wziął udział w McDonald’s All-American Game. Podczas ostatniego sezonu w szkole średniej zdobywał 29,4 punktu oraz 12,8 zbiórki na mecz. Jego trenerem był wtedy Tris Kington.
Po szkole średniej, Brewer trafił na uczelnię University of Florida, gdzie przez trzy lata grał w drużynie uczelnianej Florida Gators. 18 grudnia 2005 uzyskał pierwsze w historii uniwersytetu triple-double, zdobywając 15 punktów, 10 zbiórek i 13 asyst. Z uczelnią Florida, w latach 2006 i 2007 zdobył dwa mistrzostwa NCAA. 5 kwietnia 2007 zgłosił się do draftu. Został w nim wybrany z siódmym numerem przez Minnesota Timberwolves.
1 grudnia 2008 ogłoszono, że Brewer doznał zerwania więzadła krzyżowego przedniego i opuści resztę sezonu 2008/09.
22 lutego 2011, Brewer został wytransferowany do New York Knicks, w ramach wymiany między trzema klubami, dzięki której do Nowego Jorku dołączył również Carmelo Anthony. 1 marca 2011 Brewer został zwolniony przez Knicks, nie rozegrawszy tam ani jednego spotkania.
3 marca 2011 Brewer podpisał trzyletnią umowę z Dallas Mavericks. Zdobył wraz z tą drużyną mistrzostwo NBA 2011, pokonując w Finałach drużynę Miami Heat.
13 grudnia 2011, Brewer wraz z Rudy Fernandezem zostali wymienieni do Denver Nuggets w zamian za wybór w drugiej rundzie draftu.
12 lipca 2013 Brewer powrócił do Timberwolves podpisując z nimi trzyletni kontrakt.
11 kwietnia 2014, w spotkaniu z Houston Rockets, Brewer, zdobywając 51 punktów, ustanowił własny i wyrównał drużynowy rekord pod względem ilości punktów w meczu. Przez zdobycie w tym samym meczu 6 przechwytów, dołączył do Michaela Jordana, Allena Iversona i Ricka Barry'ego, którzy w jednym meczu zdobyli 50+punktów i mieli 6+ przechwytów.
Jest jednym z ponad 40 zawodników w historii, którzy zdobyli zarówno mistrzostwo NCAA, jak i NBA w trakcie swojej kariery sportowej.
23 lutego 2017 został wytransferowany wraz z wyborem I rundy draftu 2017 roku do Los Angeles Lakers w zamian za Lou Williamsa. 28 lutego opuścił klub po wykupieniu przez Lakers jego kontraktu. 2 marca został zawodnikiem Oklahomy City Thunder.
15 stycznia 2019 podpisał 10-dniowy kontrakt z Philadelphia 76ers. 25 stycznia zawarł kolejną, taką samą umowę. 8 lutego trafił na 10 dni do Sacramento Kings, następnie 18 lutego przedłużył swój kontrakt o kolejne 10 dni. 28 lutego złożył podpis pod umową do końca sezonu. 23 czerwca 2020 podpisał kolejną umowę z zespołem z Sacramento. 

## Osiągnięcia

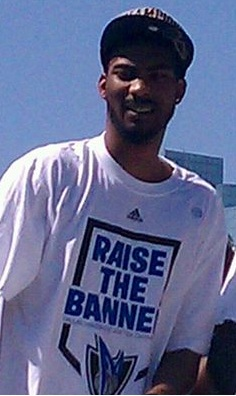
Podczas mistrzowskiej parady w 2011.

Stan na 29 listopada 2020, na podstawie, o ile nie zaznaczono inaczej.
NCAA
- Mistrz:
  - NCAA (2006, 2007)
  - turnieju konferencji Southeastern (SEC – 2005–2007)
  - sezonu regularnego SEC (2007)
- Uczestnik II rundy turnieju NCAA (2005–2007)
- Most Outstanding Player (MOP=MVP) turnieju mężczyzn NCAA (2007)[22]
- MVP turnieju Coaches vs. Classic Gainesville Regional (2006)
- Obrońca roku SEC (2006)[23]
- Zaliczony do I składu:
  - SEC (2007)
  - turnieju SEC (2006, 2007)
  - pierwszoroczniaków SEC (2005)
  - NCAA Final Four (2006, 2007)[24]

NBA
- Mistrz NBA (2011)